# Big Red Machine (gruppo musicale)
I Big Red Machine sono un duo musicale statunitense formato da Aaron Dessner, musicista dei The National, e Justin Vernon, frontman dei Bon Iver.

## Storia

### Formazione (2008–2018)
Nel 2008, Justin Vernon e Aaron Dessner hanno iniziato a collaborare messaggiando su MySpace, senza essersi mai incontrati di persona. Assieme alle rispettive band, i due si sono incontrati presso diversi festival tra il 2016 e il 2018.

### Big Red Machinee le prime collaborazioni (2018–2021)
I Big Red Machine hanno rilasciato il loro omonimo album di debutto il 31 agosto 2018. Successivamente, hanno lavorato ad un paio di collaborazioni, con Michael Stipe e con Sharon Van Etten.

### How Long Do You Think It's Gonna Last?(2021–presente)
Il 27 giugno 2021, il sito web del gruppo è stato aggiornato, così come i loro profili social, anticipando l'uscita di un nuovo progetto, ovvero l'album How Long Do You Think It's Gonna Last?, che include alcune collaborazioni con Taylor Swift e Anaïs Mitchell. Il 29 giugno viene confermata la tracklist dell'album, in uscita il 27 agosto 2021. L'album è anticipato dai singoli Latter Days, pubblicato il 29 giugno 2021, The Ghost of Cincinnati, pubblicato il 30 giugno 2021, e Renegade, pubblicato il 2 luglio 2021.

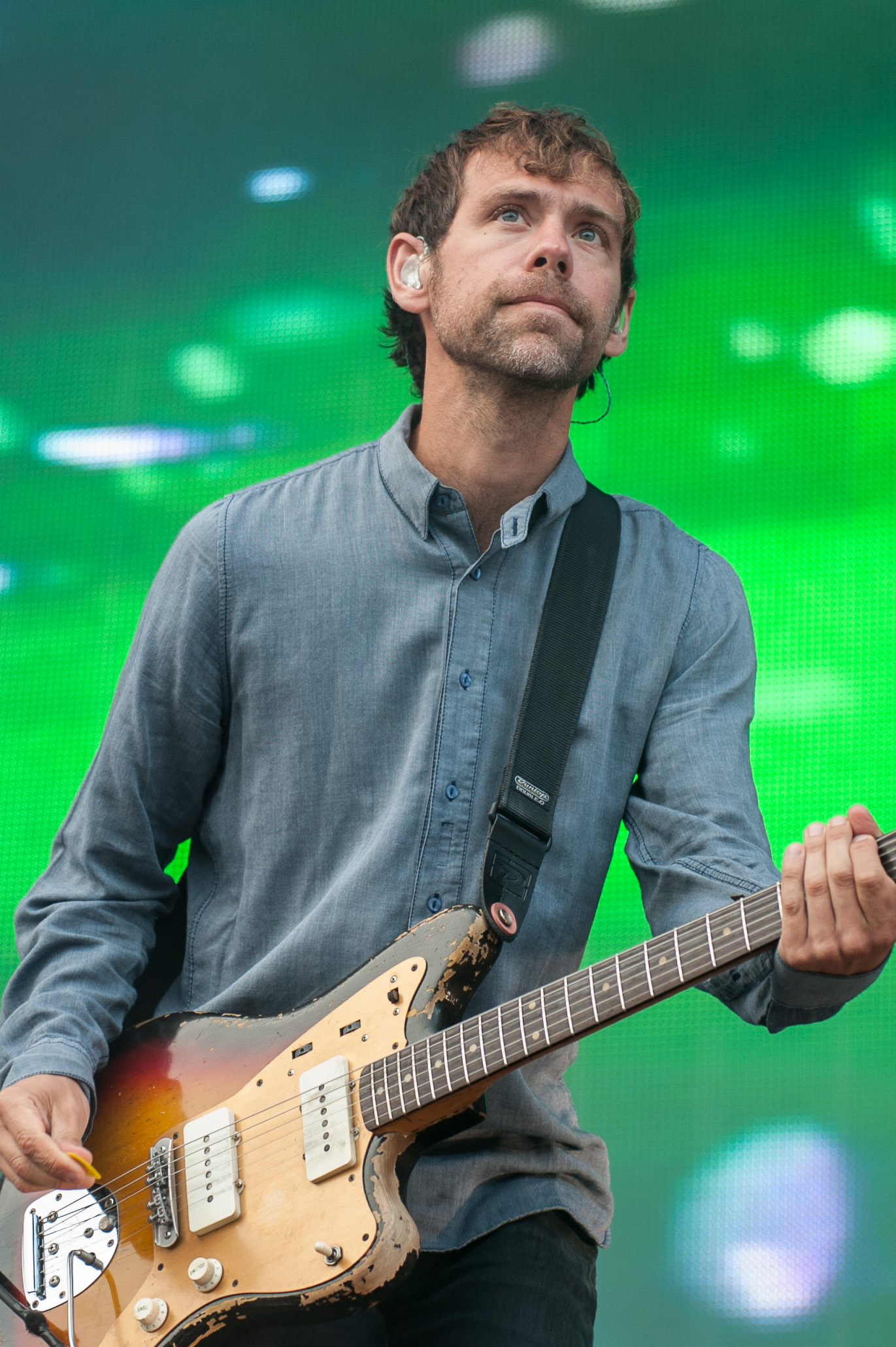
Aaron Dessner suona la chitarra, il basso, il pianoforte e l'armonica.

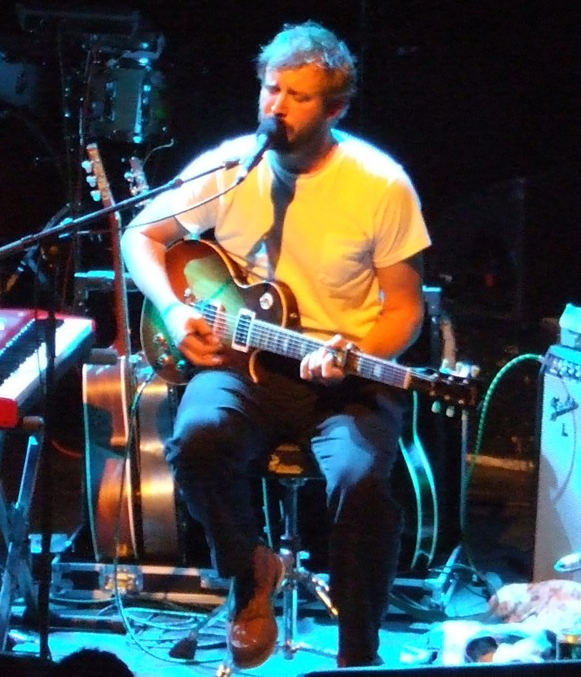
Justin Vernon è la voce del gruppo.

## Formazione
- Justin Vernon - voce, pianoforte
- Aaron Dessner - chitarra, basso, pianoforte, armonica, mandolino, cori

## Discografia

### Album in studio
- 2018 – Big Red Machine
- 2021 – How Long Do You Think It's Gonna Last?

### Singoli
- 2020 – No Time for Love like Now (feat. Michael Stipe)
- 2021 – A Crime (feat. Sharon Van Etten)
- 2021 – Latter Days (feat. Anaïs Mitchell)
- 2021 – The Ghost of Cincinnati
- 2021 – Renegade (feat. Taylor Swift)
- 2021 – Phoenix (feat. Fleet Foxes & Anaïs Mitchell)
- 2021 – Mimi (feat. Ilsey)